# Costus nemotrichus
Costus nemotrichus är en enhjärtbladig växtart som beskrevs av Karl Moritz Schumann. Costus nemotrichus ingår i släktet Costus och familjen Costaceae.
Artens utbredningsområde är Kamerun. Inga underarter finns listade.